# Hằng Nga 1
Hằng Nga 1 (tiếng Trung: 嫦娥一号; bính âm: Cháng'é yī hào; âm Hán Việt: Hằng Nga nhất hiệu), là một con tàu vũ trụ bay quanh quỹ đạo Mặt Trăng, một phần giai đoạn 1 của Chương trình thám hiểm Mặt Trăng Trung Quốc. Giai đoạn 1 này được gọi là "Mốc 1: bay quanh quỹ đạo (Hằng Nga Nhất Hiệu)".
Tên của tàu vũ trụ này được đặt theo tên nữ thần Mặt Trăng là Hằng Nga. Theo lịch trình, thiết kế chi tiết giai đoạn 1 đã được hoàn thành tháng 9 năm 2004. Việc nghiên cứu và phát triển một vệ tinh thăm dò nguyên mẫu đầu tiên và các thử nghiệm liên quan của vệ tinh thăm dò này đã được hoàn thành cuối năm 2005. Việc thiết kế, chế tạo và lắp ráp, thử nghiệm và các thử nghiệm mặt đất của vệ tinh bay quanh quỹ đạo Mặt Trăng đã hoàn thành trước tháng 12 năm 2006. Hằng Nga 1 đã được phóng vào lúc 10:05 GMT ngày 24 tháng 10 năm 2007  từ Trung tâm phóng vệ tinh Tây Xương.